# 沃迪角 (南桑威奇群島)
沃迪角（英語：Wordie Point），是南極洲的海岬，位於南桑威奇群島，處於維索科伊島西南端，在1930年由英國研究隊繪入地圖，以蘇格蘭地質學家命名，由英國海外領土管轄。